# Eton (Georgia)
Eton város az USA Georgia államában, Murray megyében. Lakosainak száma 824 fő (2020. április 1.).

## Népesség
A település népességének változása:

| 2010 | 910 |
| 2020 | 824 |